# 向武州
向武州，北宋时设置的州。
皇祐（1049年-1054年）中置，治所在今广西壮族自治区天等县西北向都东。属邕州羁縻。元朝初年，迁治今天等县向都西北，延祐（1314年—1320年）年间还治旧址。明朝洪武二十八年（1395年）改置为向武千户所，三十二年复置向武州。辖境相当今天等县部分地区。直隶广西承宣布政使司。万历四十五年（1617年）始迁治今天等县西北向都。清朝初年，属思恩府，雍正七年（1729年）改属镇安府。1917年和都康、上映二土州合置为向都县。